# Kulturföljare

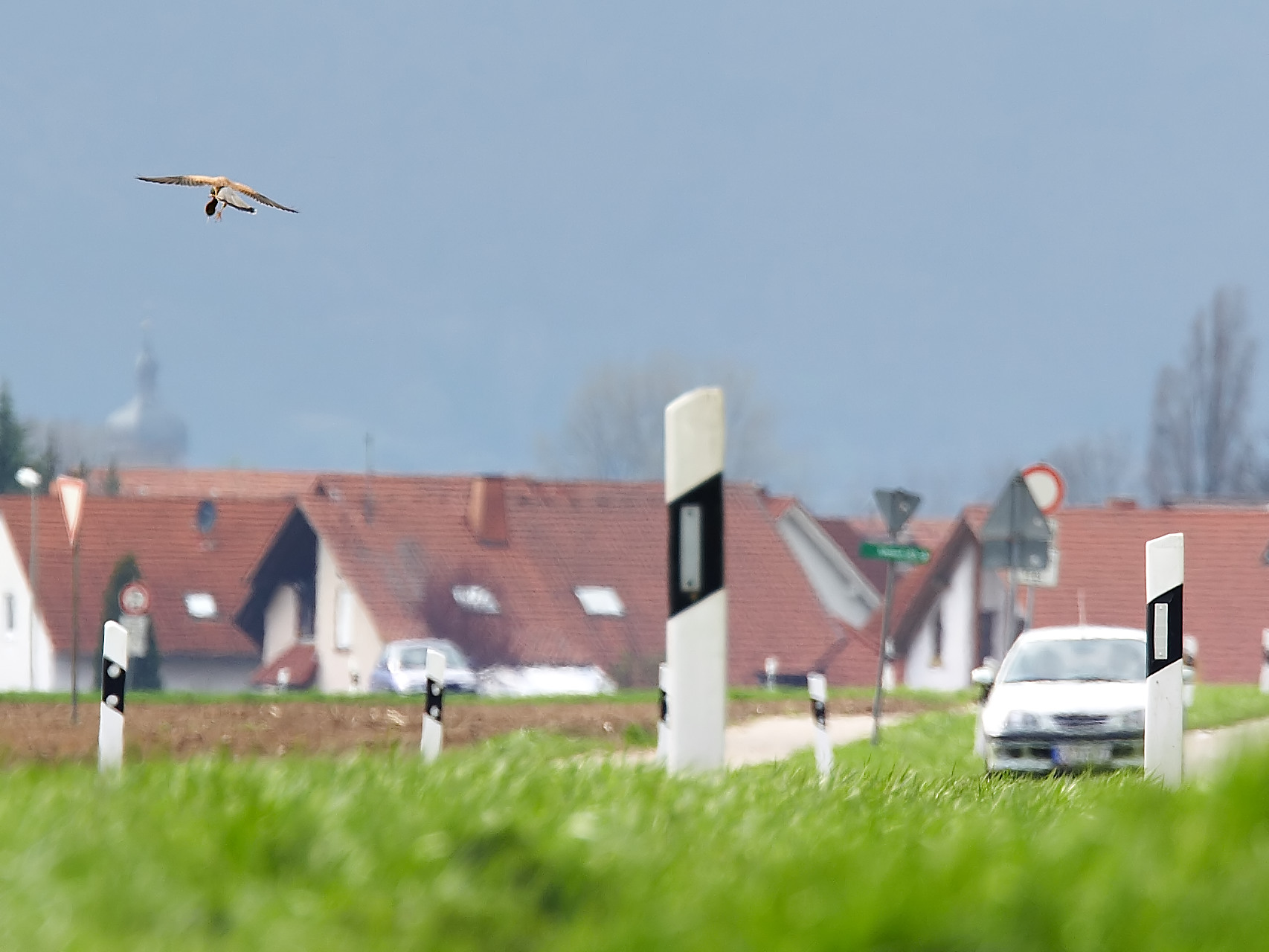
Tornfalk i flykten.

Kulturföljare är djur och växter som drar nytta av människans förändrande åtgärder i landskapen. De följer därför människan i hennes levnadsområde.
Ett tydligt exempel är koltrasten som för några hundra år sedan var en skygg skogsfågel men numera förekommer i byar och städer. Andra kulturföljare är husflugan, klippduvan, brunråttan, tornfalken, gråsparven och pungräven.